# Les Bulles de savon animées
Les Bulles de savon animées és una pel·lícula muda francesa de 1906 dirigida per Georges Méliès.

## Trama
Amb el fum d'un brasero, un mag fa que una dona aparegui a l'aire i suri lentament a terra. Dos ajudants porten una disposició de pedestals, on condueixen la dona. El mag bufa bombolles de sabó a través d'una palla, i apareixen com a cares de dones, surant cap amunt per unir-se a la dona posant al conjunt de pedestals. A continuació, elles mateixes es converteixen en dones reals amb ales de papallona, abans que tot el quadre viu desaparegui.
En fer que els seus assistents portin un ample pedestal, el mag torna a convocar les tres dones, unint-les al pedestal abans que s'esvaeixin. Finalment, el mag s'enrosca formant una bola, es converteix en una bombolla de sabó gegant i flota lentament cap amunt. El mag torna per unir-se als seus sorpresos ajudants en una caiguda de teló.

## Producció
Méliès és el mag de la pel·lícula, que combina maquinària escènica, pirotècnia, escamoteigs, exposició múltiple i fosa per crear les seves il·lusions. L'intertítol inicial està escrit a mà com en altres tres pel·lícules de Méliès fetes al mateix temps: La Légende de Rip Van Winkle (1905), La Cardeuse de matelas (1906) i La Fée Carabosse ou le Poignard fatal (1906).
L'últim truc de Méliès, enrotllar-se en posició fetal i desaparèixer dins l'úter de la bombolla, recorda la seva pel·lícula posterior Le Tambourin fantastique (1907), en què desapareix en un gran cèrcol. En tots dos casos, torna al final de la pel·lícula per tranquil·litzar els seus espantats ajudants.

## Alliberament i llegat
Les Bulles de savon animées va ser venuda per la Star Film Company de Méliès i està numerada del 846 al 848 als seus catàlegs. Al seu lloc escènic, el Théâtre Robert-Houdin, Méliès va fer un acte de màgia entre 1907 i 1910 desenvolupant el motiu de la bombolla de sabó de la pel·lícula. En l'acte escènic, un fantasma dorm en un tamboret, amb bombolles de sabó enormes que li surten del cap mentre roncava. Tres d'aquestes bombolles suraven al voltant de l'escenari, i tres caps fantasmals fosforescents van aparèixer al seu interior.